# Man of the Year (2006)
Man of the Year (Candidato Aloprado, no Brasil) é um filme de comédia, drama e sátira política, de 2006, escrito e dirigido por Barry Levinson O filme é estrelado por Robin Williams. O elenco também é composto por Christopher Walken, Laura Linney, Lewis Black, e Jeff Goldblum.
No filme, Williams interpreta Tom Dobbs, o apresentador de um talk-show cômico que faz piadas com os acontecimentos políticos atuais, baseado solenemente na persona da vida real de Jon Stewart.
O filme foi lançado a 13 de outubro de 2006 e foi filmado em Toronto e Hamilton, Canadá e partes de Washington, D.C.

## Elenco
- Robin Williams como Tom Dobbs
- Christopher Walken como Jack Menken
- Laura Linney como Eleanor Green
- Lewis Black como Eddie Langston
- Jeff Goldblum como Stewart
- David Alpay como Danny
- Faith Daniels como Moderador
- Rick Roberts como James Hemmings
- Karen Hines como Alison McAndrews
- Linda Kash como Jenny Adams
- Jacqueline Pillon como Técnico de Segurança

Aparecendo como eles próprios
- James Carville
- Tina Fey
- Chris Matthews
- Amy Poehler

## Trilha sonora
- "Political World" por Bob Dylan
- "Hurdy Gurdy Man" por Donovan
- "They Can't Take That Away From Me" (George Gershwin e Ira Gershwin) por Michael Bolton